# Choteč (kraj pardubicki)
Choteč – wieś i gmina w Czechach, w powiecie Pardubice, w kraju pardubickim.
1 stycznia 2017 gminę zamieszkiwało 331 osób, a ich średni wiek wynosił 40,3 roku.